# Alley Cat
Az Alley Cat egy Bill Williams által készített videójáték, amelyet a Synapse Software adott ki 1983-ban az Atari 8-bites számítógépcsalád számára. A játékos egy Freddy the Cat nevű macska-karaktert irányít, aki a nyitott ablakokon keresztül bejuthat az emberek otthonába, hogy különböző feladatokat hajtson végre, hogy ezután elérje szerelmét, Feliciát. 1984-ben az IBM PC-re önindító lemezként és IBM PCjr-re is megjelent egy port az IBM által. Ezek négyszínű CGA grafikát használnak. A DOS-os verzió mérete mindössze 38 kbyte volt.

## Története
Az Alley Cat John Harris egyképernyős prototípusán alapult. Harris elégedetlen volt a játék irányával, és átadta azt Williamsnek, aki kész játékká bővítette a koncepciót.

## Játékmenet
A főképernyőn, amely egy sikátor, a játékos egy magas kerítést lát egy lakóház előtt, amely több ablakkal rendelkezik. Minden ablak időnként kinyílik, hogy véletlenszerű tárgyakat (telefon, cipő stb.) dobjon ki. Néha-néha egy kutya fut végig a képernyő alsó szélén. Ha a macska hozzáér ehhez a kutyához, akkor összeverekednek, és a játékos egy életet elveszít. Ugyancsak egy életbe kerül, ha az ablakon kidobott tárgy eltalálja a játékost.
A macska a kukákon, a kerítésen és a ruhaszárítókon átugorva és felmászva a nyitott ablakokon keresztül juthat be a különböző helyiségekbe. A kukákban lévő macskák is képesek a macskát lelökni, így a kutya elé vetve megölni.
Minden szoba a többféle kihívás egyikét tartalmazza:
- Az egyik szobában van egy asztal, rajta egy madárkalitkával a szoba közepén. Itt a feladat az, hogy a madárkalitkát lelökjük az asztalról, majd el kell kapni a madarat, amelyik kiszökött a törött kalitkából.
- Egy másik szobában van egy akvárium, amelybe a macska bemehet, és meg kell ennie az összes halat, miközben ki kell kerülnie az elektromos angolnákat, és többször fel kell jönnie levegőért, hogy ne fulladjon meg. Minden hal elkapása után eggyel több elektromos angolna lesz a vízben.
- Egy másik szobában egy hatalmas darab sajt található, amelyen számos lyuk van. Minden lyukban véletlenszerűen egerek jelennek meg, amelyeket a macskának el kell kapnia.
- A macska egy olyan szobában is bejuthat, ahol számos alvó kutya van, némelyikük előtt etetőtálak állnak. A macskának ki kell innia a tálakat anélkül, hogy felébredne valamelyik kutya.
- Egy másik kihívásban a macskának három páfrányt kell összegyűjtenie egy könyvespolc tetejéről, miközben el kell kerülnie egy aránytalanul nagy pókot, amely felülről leereszkedhet a macskára.

Minden szobában van egy seprű, amely folyamatosan mozog a képernyőn. A macska úgy tudja lefoglalni a seprűt, hogy lábnyomokat hagy a földön (a képernyő alsó szélén). Ha nincsenek lábnyomok, a seprű folyamatosan a macska után fog futni.
A seprű ártalmatlan abban az értelemben, hogy soha nem öli meg a macskát, de a macskát lökdösi, így megnehezíti a dolgát, ha nem foglalják le. Gyakran előfordul, hogy a seprű egyenesen a fent említett kutyának vagy póknak dobja a macskát, vagy egyenesen kidobja az ablakon.
A kihívás sikeres teljesítése a teljesítéshez szükséges idővel arányos pontszámmal jár. A játékos ezután visszatér a sikátorba, ahol a nyitott ablakokon most egy őt hívogató nőstény macska látható.
Egy ilyen ablakon belépve a játékos egy olyan szobával találkozik, amelyben több, Valentin-szívekből készült polcok vannak, amelyeken más macskák járkálnak jobbra-balra. A cél az, hogy elérjük a tetején lévő macskát, miközben manőverezni kell a többi macska körül, amelyek érintése esetén a játékos egy szintet visszazuhan.
Minden polcon vannak olyan területek, amelyekre a játékos ráállhat, valamint olyanok, amelyeken áteshet (a többi macska azonban ezeken soha nem esik át). Ezek a területek apró szívecskék, amelyek normál és törött között váltanak, amint megérintik őket a szív alakú nyilak, amelyeket a képernyő két oldalán lévő kerubok folyamatosan átlósan lőnek ki. Ezek a nyilak hatására a játékos is leesik egy szintet.
Az alsó sorban ajándékok is vannak, amelyekkel egy barátságtalan macskát lehet rövid időre kiiktatni. Ha a játékos leesik az alsó sorból, kudarcot vall, és vissza kell térnie a sikátorba, hogy újabb feladatot teljesítsen.
Ha sikerül megcsókolni a különleges szobában lévő nőstény macskát, a szint eggyel előrébb lép, és a játékos egy plusz életet kap. A játék nehézségi szintje folyamatosan növekszik, amíg a szorzó el nem éri a 30. szintet, ekkor ugyanannyi marad. A játék ezen a szinten a végtelenségig folytatható, de az életek kifogyása a játék végét jelenti.